# Robert Alter
Robert Uri Alter, auch Robert Bernard Alter (* 2. April 1935 in New York City), ist ein US-amerikanischer Hebraist und Literaturwissenschaftler.

## Leben
Alter wuchs in einer konservativen jüdischen Gemeinde in Albany, New York, auf. „Ich hatte eine typisch amerikanische Bar-Mitzwa-Vorbereitung, das heißt, ich wußte mit 13 Jahren so gut wie nichts. Ich kannte das hebräische Alphabet, hatte ein paar Vokabeln gelernt und konnte meine Haftara singen, das war’s.“ Erst eine Studiengruppe von Bar-Mitzwa-Absolventen, an der er teilnahm, weckte sein Interesse für Hebräisch. Während er Anglistik an der Columbia University studierte, belegte er nebenher Kurse am Jewish Theological Seminary, die teilweise in hebräischer Sprache stattfanden. Nachdem er 1957 an der Columbia University einen Bachelorstudiengang in englischer Literatur abgeschlossen hatte, setzte Robert Alter sein Studium der vergleichenden Literaturwissenschaft an der Harvard University fort, das er 1962 mit seiner Promotion abschloss. Nach eigener Einschätzung erwarb er seine Kenntnis hebräischer Literatur vor allem als Autodidakt, weil es in Harvard kein entsprechendes Angebot gab. 1969 wurde er Professor für Hebräische Literatur und vergleichende Literaturwissenschaft an der University of California, Berkeley, ein Lehrstuhl, den er seitdem innehat.

## Lehre
Alters früheste Veröffentlichungen galten der modernen hebräischen Literatur (Samuel Agnon, Yizhar Smilansky). Später wandte er sich dem ganzen Spektrum der hebräischen Literatur zu, vom Tanach über Chaim Nachman Bialik, Shaul Tchernikovsky bis hin zu Yehuda Amichai. Als Alters Lebenswerk kann die Übersetzung des Tanach ins Englische gelten, an der er zusammen mit einem Kommentar rund 20 Jahre arbeitete und die 2018 fertiggestellt war. Für sein Werk The Art of Biblical Narrative (1981) wurde Alter mit dem National Jewish Book Award ausgezeichnet.

## Mitgliedschaften
- American Academy of Arts and Sciences (1986)
- American Philosophical Society (2001)
- Library of Congress Scholars Council
- American Academy of Jewish Research

## Ehrungen
- National Jewish Book Award for Jewish Thought (1982)
- Robert Kirsch Award (Los Angeles Times) for Lifetime Contribution to American Letters (2009)
- Universität Haifa: Doctor of Philosophy, Honoris Causa (2015)

## Veröffentlichungen (Auswahl)
- The Art of Biblical Narrative (1981)
- Necessary Angels: Tradition and Modernity in  Kafka, Benjamin, and Scholem (1991)
- The World of Biblical Literature (1992)
- Hebrew and Modernity (1994)
- Psalms: A Translation with Commentary (2007)
- The Hebrew Bible: A Translation with Commentary (3 Bände, 2018)